# Watkinsia macrops
Watkinsia macrops är en skalbaggsart som beskrevs av Lea 1924. Watkinsia macrops ingår i släktet Watkinsia och familjen Melolonthidae. Inga underarter finns listade i Catalogue of Life.